# 광교파
광교파(Latitudinarian)는 17세기의 영국의 케임브리지 대학교로부터 나온 온건한 국교회주의자들이 가진 철학적 학파이다. 대표적으로 토머스 홉스가 있다. 이들은 신앙은 사적인 고백이며 자발적인 선택의 문제이므로, 타인의 신앙에 대해 관용을 보여야 한다고 주장하였다.  로마 가톨릭교회에서는 19세기에 정죄되었다.
이들은 어느 특정 교리에 대해 지나치게 집착하여 상대방에 대한 비판을 하는 것은 불필요하며 심지어는 해롭다고 주장하였다. 이들은 주로, 미덕을 강조하였고, 이성적이고 중용과 타협을 강조하였다.

## 본래의 의미
17세기의 광교파 국교회들은 리처드 후커의 <교회 정치법에 관하여>를 기초히여 '하나님께서 관심이 있는 것은 개인의 영혼의 도덕적 상태이다'를 중시하였다. 하지만 후에는 후커의 주된 강조점보다 한층 더 나아가 교리적 문제로까지 발전하였다.  
그들은 인간의 이성이 성경과 결합하여 교리적인 문제에 있어서 진리를 결정하는 데 충분한 인도자가 된다고 주장하였다.  이런 이들의 견해는 저교회의 관점으로 불리게 되었다. 18세기에는 이러한 견해가 광범위하게 확산되어 미국에 있는 국교회에서도 다양성을 존중하고 성직자의 권력을 분산시키는 문화가 형성되었다.

## 같이 보기
- 율법폐기론
- 자유주의 신학
- 존 틸럿슨